# Liste des personnages des Schtroumpfs
 (février 2021).
Si vous disposez d'ouvrages ou d'articles de référence ou si vous connaissez des sites web de qualité traitant du thème abordé ici, merci de compléter l'article en donnant les références utiles à sa vérifiabilité et en les liant à la section « Notes et références ».
 (juin 2016).

La Schtroumpfette.

Cette page recense les personnages des Schtroumpfs, une série de bande dessinée belge adaptée en séries animées, en films et en jeux vidéo.

## Les Schtroumpfs
La bande dessinée Les Schtroumpfs a été créée en 1958 par l'auteur belge Peyo. Une série d'animation du même nom a également été produite et diffusée par les studios TVA Dupuis. Les personnages y sont animés à partir de silhouettes découpées dans du papier, placées dans des décors et animées manuellement, avant d'être filmées image par image.

## Les humains

### Bande dessinée et série animée
Le monde des Schtroumpfs est peuplé de ces derniers mais également de nombreux humains inspirés de l'univers médiéval :
- Gargamel est un sorcier. C'est l'ennemi juré des Schtroumpfs, il cherche à les capturer afin de fabriquer la pierre philosophale. Depuis sa première défaite face à eux, il ne songe qu'à se venger. Il vit dans une une tour à la lisière de la forêt avec son chat et unique compagnon Azraël.

- Gourmelin (ou Gargamelon dans la série d'animation), frère jumeau de Gargamel, est aussi un sorcier, toutefois plus gentil que son frère.

- Les trois neveux de Gargamel (dans la BD seulement) sont des triplés et des apprentis sorciers. Forcés de capturer des Schtroumpfs par leur oncle Gargamel, ils se lient d'amitié avec eux.

- Sagratamabarb (dans la BD seulement), le cousin de Gargamel, est également un sorcier. À la différence de son cousin, il se montre bon avec les Schtroumpfs.

- La mère de Gargamel est une sorcière qui ressemble à son fils.

- Hogatha est une sorcière avec une verrue sur le nez ; elle a un vautour nommé Arolde pour monture. Elle est de grande taille dans la bande dessinée, mais de petite taille dans la série animée. Chauve, elle porte une perruque de faux cheveux roux.

- Johan est le page et écuyer du roi de la série Johan et Pirlouit, du même auteur. Les Schtroumpfs y apparaissent.

- Pirlouit est le compagnon de Johan dans la série Johan et Pirlouit. Bouffon du Roi, il est un piètre musicien et chanteur, mais bon vivant.

- Le sire de Montrésor (BD et dessin animé) ressemble beaucoup à Pirlouit, et souvent confondu avec lui. Contrairement à Pirlouit, il chante très bien et sait parfaitement faire des tours. Son nom complet est Enguerran de Montrésor.
- Homnibus (également présent dans Johan et Pirlouit) est un enchanteur ami des Schtroumpfs ; il les aide souvent lorsqu'ils font face à des problèmes impliquant de la magie. Le Grand Schtroumpf lui rend régulièrement visite.
- Olivier est le serviteur et apprenti d'Homnibus.
- Maître Ludovic (BD seulement) est un médecin et ami d'Homnibus ; il apparaît dans le tome 18 de la série, Docteur Schtroumpf.
- Pancrace et Boniface (BD seulement), deux frères jumeaux vivant en ermites au sommet d'une colline, apparaissent dans Les Schtroumpfs et l'Arbre d'or (tome 29). Ils cultivent diverses plantes dans un immense jardin et fournissent l'herboriste d'Homnibus. Pancrace est impulsif et malhonnête, Boniface est doux et peureux.
- Grossbouf, ogre géant affamé en permanence, apparaît dans La Soupe aux Schtroumpfs (tome 10). Il y montre qu'il n'est pas particulièrement méchant, mais seulement prêt à manger n'importe quoi pour assouvir sa faim. Dans certains épisodes de la série animée, il a une petite amie nommée Gros Nez.
- Geoffroy (BD seulement) est le jeune fils du seigneur d'Abélagot, enlevé par Ganelon et séquestré dans la cave de l'usurier, puis découvert par le Schtroumpfeur de bijoux dans Le Schtroumpfeur de bijoux.
- Ganelon (BD seulement), un traître, a fait enlever Geoffroy, le fils de son seigneur, avec son complice l'usurier dans Le Schtroumpfeur de bijoux, pour en tirer une rançon. Son nom fait allusion à Ganelon, félon de la Chanson de Roland.
- Adhémar (BD seulement) est un des deux saltimbanques qui capturent le Schtroumpf farceur dans Le Schtroumpfeur de bijoux. Il est menaçant et avant tout motivé par l'argent, l'opposé de son partenaire Godillot.
- Godillot (BD seulement), le saltimbanque et partenaire d'Adhémar, est un petit homme sympathique atteint de nanisme. Il se lie d'amitié avec le Schtroumpf farceur. Dans Le Schtroumpfeur de bijoux, il possède une petite souris qu'il adore.
- L'homme en vert (surnommé par les Schtroumpfs « le quidam mal intentionné », uniquement dans la bande dessinée) a l'idée de jouer de la petite taille du Schtroumpf farceur pour cambrioler les gens dans le bourg d'Abélagot, dans Le Schtroumpfeur de bijoux.
- Adalbert Lebon (BD seulement) est un vieux fermier et l'oncle de Jeanty, très attentionné envers les animaux.
- Jeanty Lebon (BD seulement) est le jeune neveu du fermier Adalbert. C'est un enfant turbulent que les Schtroumpfs finiront par rendre bon.
- Lalie (BD seulement) est une fille des rues ; après s'être enfuie d'une maison où on ne lui témoignait que de la cruauté, elle est recueillie avec ses amies par le baron et la baronne de Bourgette, puis envoyée à la mine de sel des Schtroumpfs pour y récolter du sel que la baronne lui ordonne de vendre illégalement. La fin de la bande dessinée nous apprend qu'elle est, en fait, la fille du duc et de la duchesse, et qu'elle a un petit frère nommé Quentin. Elle décide de continuer de vivre au Val heureux, mais promet de visiter ses parents et son frère.

### Uniquement dans la série animée
Agnès est une nièce de Balthazar et la meilleure amie humaine de la jeune Sassette.
Balthazar, oncle et parrain de Gargamel, il est riche et méchant.
Brenda, petite sorcière, apparaît dans deux épisodes de la série animée.
Chlorhydris est une vieille sorcière ridée qui veut faire disparaître l'amour. Dans l'épisode Une larme de Schtroumpf, elle a une fille d'un premier mariage nommée Priscilla. Elle l'a transformée en vieille sorcière laide et l'a fait chasser de la ville. Dans un autre épisode, L'amour perdu de Chlorhydris, elle a un fiancé nommé Alfred le magnifique, rencontré dans sa jeunesse.
Cupidon, le dieu de l'amour, apparaît dans 2 épisodes. Il est en même temps homme et enfant, jeune et vieux.
Le roi Gérard fut emprisonné par sa tante qui désirait s'emparer de son trône. Alors prince, il est sauvé de son cachot par le Schtroumpf mécanique (qu'il prend d'abord pour une poupée). Il finit par devenir son meilleur ami humain. Il a un cousin méchant et rival nommé Malcolm, impitoyable chasseur d'animaux. Malcolm transforme son cousin en grand cerf avec son amulette magique, afin de prendre sa place dans le château. Dans l'épisode Le Retour du Schtroumpf mécanique, Gérard a aussi un méchant oncle nommé Léopaul, et une gentille cousine, Princesse Sabina, nièce du Roi.
Gros-Nez (ou Gros-Pif) est la petite amie de l'ogre géant Grossbouf.
Malacof travaille dans un cirque et capture les animaux.
Monsieur Noël est un père Noël, portant une longue barbe et des cheveux gris. Il apparaît dans Le Premier Noël de bébé Schtroumpf et Le sac magique de Monsieur Noël.
Némésis est un méchant sorcier tombé dans un bain bouillant d'eau verte pour se changer en elfe. Il ne montre jamais son visage encapuchonné.
Scrupule (ou Scruple) est un petit garçon méchant et malhonnête, le jeune apprenti de Gargamel. Garnement à l'école et considéré comme stupide, il a été confié au sorcier.

## Animaux

### Bande dessinée et série animée
Azraël est le chat de Gargamel. Il rêve de manger ne serait-ce qu'un seul Schtroumpf, mais Gargamel l'en empêche toujours.
Maman et bébé Bougloubou sont deux oiseaux fantastiques. La mère a fait son nid chez Gargamel ; après quelques péripéties, la Schtroumpfette et le Schtroumpf à lunettes ramènent le bébé à sa maman.
Les Cigognes servent de moyens de transport aux Schtroumpfs ; elles en sont les amies et les fidèles alliées.
Le Cracoucass était au départ un oisillon : il se transformera en un horrible rapace destructeur après avoir avalé par accident un engrais toxique créé par le Grand Schtroumpf.
Corbélius est un corbeau noir, apparait à plusieurs reprises. Il sert de messager à Gargamel, par exemple lorsqu'il capture un Schtroumpf. Il n'aime pas vraiment son maître, n'appréciant guère d'être considéré uniquement comme un pigeon voyageur.
Puppy est le chien des Schtroumpfs, auparavant le chien de l'enchanteur Homnibus. En fait, le Bébé Schtroumpf est son vrai maître.
La Souris apparaît dans le tome 17 Le Schtroumpfeur de bijoux. Elle est l'animal domestique et l'amie de Godillot, ainsi que du Schtroumpf farceur.

### Uniquement dans la série animée
Cric-Cric est une souris malade trouvée par la Schtroumpfette, qui va l'héberger le temps que Le Grand Schtroumpf la soigne. Elle guérit, devient l'amie et l'animal de compagnie de la Schtroumpfette, mais meurt peu après. C'est le seul personnage à mourir durant la série. Les Schtroumpfs offriront une nouvelle souris à la Schtroumpfette pour la réconforter.
Le Hibou apparaît dans quelques épisodes et vit dans la forêt.
L'Oiseau Schtroumpfant est un oiseau rouge. Il vit dans la forêt, aide parfois les Schtroumpfs, et adore manger des « baies schtroumpfantes » sur les buissons verts.
Romulus est le faucon de Pirlouit. Il est végétarien, et toujours prêt à aider son maître quand il est en danger.
Smogueule est un petit animal qui ressemble à un lapin. Il tient compagnie à Mémé Schtroumpf et au Vieux-Vieux Schtroumpf. Dans l'épisode Les Schtroumpfs chez les Kangourous (pendant le voyage temporel de la neuvième saison), il a beaucoup de cousins décoiffés qui lui ressemblent trait pour trait. Ils ont des pouvoirs magiques et vivent en Australie.

## Créatures fantastiques
La Dame Nature contrôle la nature.
Fafnir est un un dragon, apparaît dans Le Pays maudit et Les Schtroumpfs et le Dragon du lac.
La Fée Clo-clo est une petite fée des bois et ressemble à la Schtroumpfette. Elle donne ses pouvoirs au Super Schtroumpf, qui l'a sauvée de Gargamel. Elle devient vraisemblablement sa petite-amie.
Le « Livre qui dit tout »  apparaît dans Les Schtroumpfs et le Livre qui dit tout. Le Grand Schtroumpf le cachait dans une armoire, car il était très dangereux. Il est découvert par le Schtroumpf à lunettes, alors que ce dernier nettoyait le laboratoire. Le Livre apporte une réponse à chaque question, sans prévenir des conséquences. Son pouvoir est prodigieux, mais finit par faire perdre la tête au Schtroumpf à lunettes et à tous les autres Schtroumpfs. La conséquence est que cela bouleverse le village : les Schtroumpfs se concentrent uniquement sur le livre, omettant leurs autres tâches, y compris le barrage qui menace de céder. À la fin, le Livre est jeté dans la rivière par le Schtroumpf à lunettes ; il comprend sa dangerosité lorsque le Livre, afin de préserver sa propre existence, lui conseille de livrer le Bébé Schtroumpf à une mort certaine.
Luciola (ou La Conia) est une jeune elfe blonde, muette et sans ailes qui utilise le langage des signes. Elle a un compagnon, un jeune elfe brun (Woody) qui, lui, n'est pas muet. Dans l'épisode Le langage des mains, le Schtroumpf poète devient temporairement muet à cause d'une potion de Gargamel. Le Grand Schtroumpf fait appel à elle pour communiquer grâce à la langue des signes. Dans l'épisode Et ils furent très Schtroumpfs, elle devait se marier avec Woody, mais la cérémonie du mariage est interrompue et annulée par Gargamel. Elle ressemble à une version féminine de Link du jeu vidéo The Legend of Zelda.
Merena la sirène (ou Marina ou Morena) est la petite-amie du Schtroumpf bricoleur. Elle vit en mer avec son père et fait preuve d’une certaine maturité.
Pégase est un poulain ailé qui vit avec sa mère dans les nuages. Il descend imprudemment sur Terre et devient ami avec la Schtroumpfette, qui est la seule à le voir.
Le Père Temps est seulement mentionné dans l'album Les P'tits Schtroumpfs, mais est présent dans quelques épisodes de la série animée.

## Autres personnages
Le Roi Ordure (ou Ordure Ier) est le principal antagoniste de l'album On ne schtroumpfe pas le progrès. Conçu par le Schtroumpf bricoleur, il fait d'abord office de camion de vidange puisqu'il mange les ordures et les rejette sous forme de briques. Plus tard, il avale des produits dangereux que le Grand Schtroumpf n'avait pas rangés. Il devient agressif et prend le contrôle d'autres domestiques mécaniques. Il enferme le Grand Schtroumpf dans une prison située dans la forêt, fait des Schtroumpfs ses esclaves, leur ordonne de lui construire un palais, et oblige le Schtroumpf bricoleur à lui concevoir une reine. Les Schtroumpfs, menés par le Grand Schtroumpf, le Schtroumpf bricoleur et le Schtroumpf paysan, se révolteront et le recycleront grâce à une autre machine du Schtroumpf bricoleur.
Les Robots Domestiques sont fabriqués par le Schtroumpf bricoleur dans l'album On ne schtroumpfe pas le progrès. Sous l'influence du Roi Ordure, ils lui prêtent allégeance. Ils finissent détruits par des termites qu'ont lâchées les Schtroumpfs.